# Itaubal
Itaubal es un municipio de Brasil, en el sudeste del estado de Amapá.
Su población estimada en 2014 es de 4.836 habitantes y su extensión de 1.704 km², siendo su densidad de población de 1,98 hab/km².
Limita con el delta del río Amazonas al sudeste y con Macapá al sudoeste, este y norte.
- Datos: Q368933
- Multimedia: Itaubal / Q368933